# Tomás Sánchez (pintor)
Tomás Sánchez Requeiro (Aguada de Pasajeros, Cienfuegos, 22 de mayo de 1948) es un pintor y grabador cubano afín al género pictórico del paisajismo.

## Biografía

### Inicios
Tomás Sánchez es el mayor de dos hijos de una familia de clase media; su padre fue obrero azucarero y comerciante y con su madre compartió la sensibilidad por la pintura artística. 
A los 16 años se traslada a La Habana y comienza sus estudios de pintura en la Academia Nacional de Bellas Artes San Alejandro en 1964. En 1966 interrumpe los cursos y se traslada en 1967 a la recién fundada Escuela Nacional de Arte (ENA), donde se gradúa en 1971. El año de su graduación gana el Primer Premio de Dibujo del Salón Nacional para Artistas Jóvenes.

### Carrera
Desde su graduación hasta 1976 Tomás Sánchez permanece en la Escuela Nacional de Arte como profesor y Jefe de Cátedra de Grabado; en 1975 gana el Primer Premio en Pintura y el Primer Premio en Litografía del III Salón Nacional de Profesores e Instructores de Artes Plásticas en La Habana. Ingresa al Taller de Muñecos de la Dirección de Teatro del Ministerio de Cultura con el nombramiento de diseñador escenográfico y de muñecos de Teatro para Niños; integró además el Grupo de Marionetas de la UNESCO, que lo introduce, hasta 1978, en un universo completamente diferente al de su obra hasta ese momento. 
En 1980 participa en la XIX Edición del Premio Internacional de Dibujo Joan Miró, el cual le es otorgado por su obra Desde las Aguas Blancas y así comienza su meteórica carrera internacional. Al año siguiente expone en la Fundación Joan Miró, Centre de’Estudis d’Art Contemporani en Barcelona, España.
Otros reconocimientos importantes en su carrera son: Premio Nacional de Pintura. I Bienal de La Habana en 1984; Medalla la V Bienal de Arte Gráfico Americano, Cali, Colombia, 1986 y Mención de Honor. I Bienal Internacional de Pintura, Cuenca, Ecuador en 1987.
Su obra ha sido expuesta de forma individual y colectiva en más de 30 países. Entre sus más significativas exhibiciones personales están: Tomás Sánchez. Retrospectiva en el Museo Nacional de Bellas Artes, La
Habana, Cuba en 1985; Tomás Sánchez. Different Worlds en el Museum of Art, Ft. Lauderdale, Florida, USA, en 1996 y la celebración de su 60 aniversario en mayo del 2008 con una gran exposición retrospectiva en el Museo de Arte Contemporáneo de Monterrey, México.